# Pomniki w Zielonej Górze

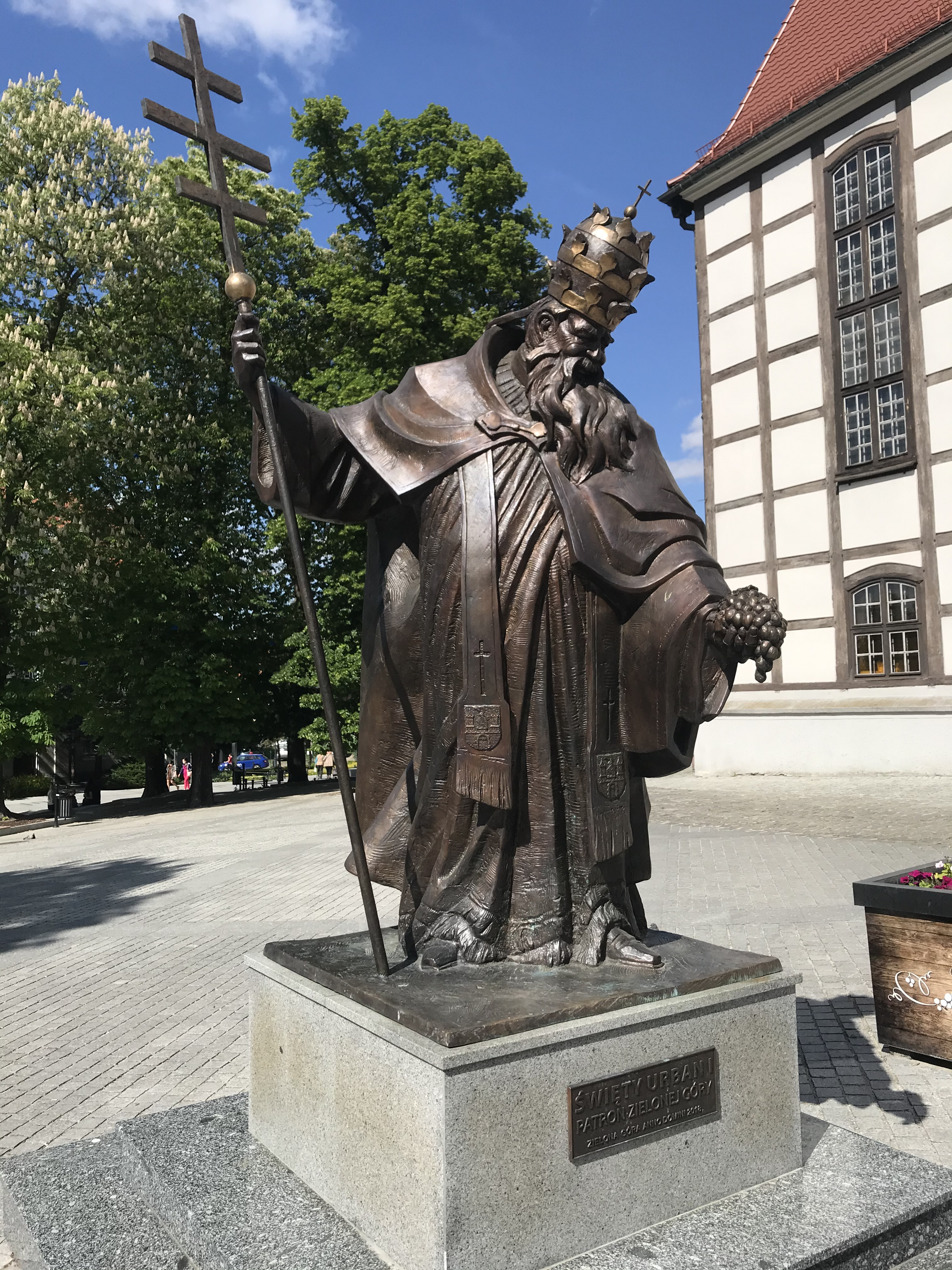
Pomnik św. Urbana I – Patrona Miasta

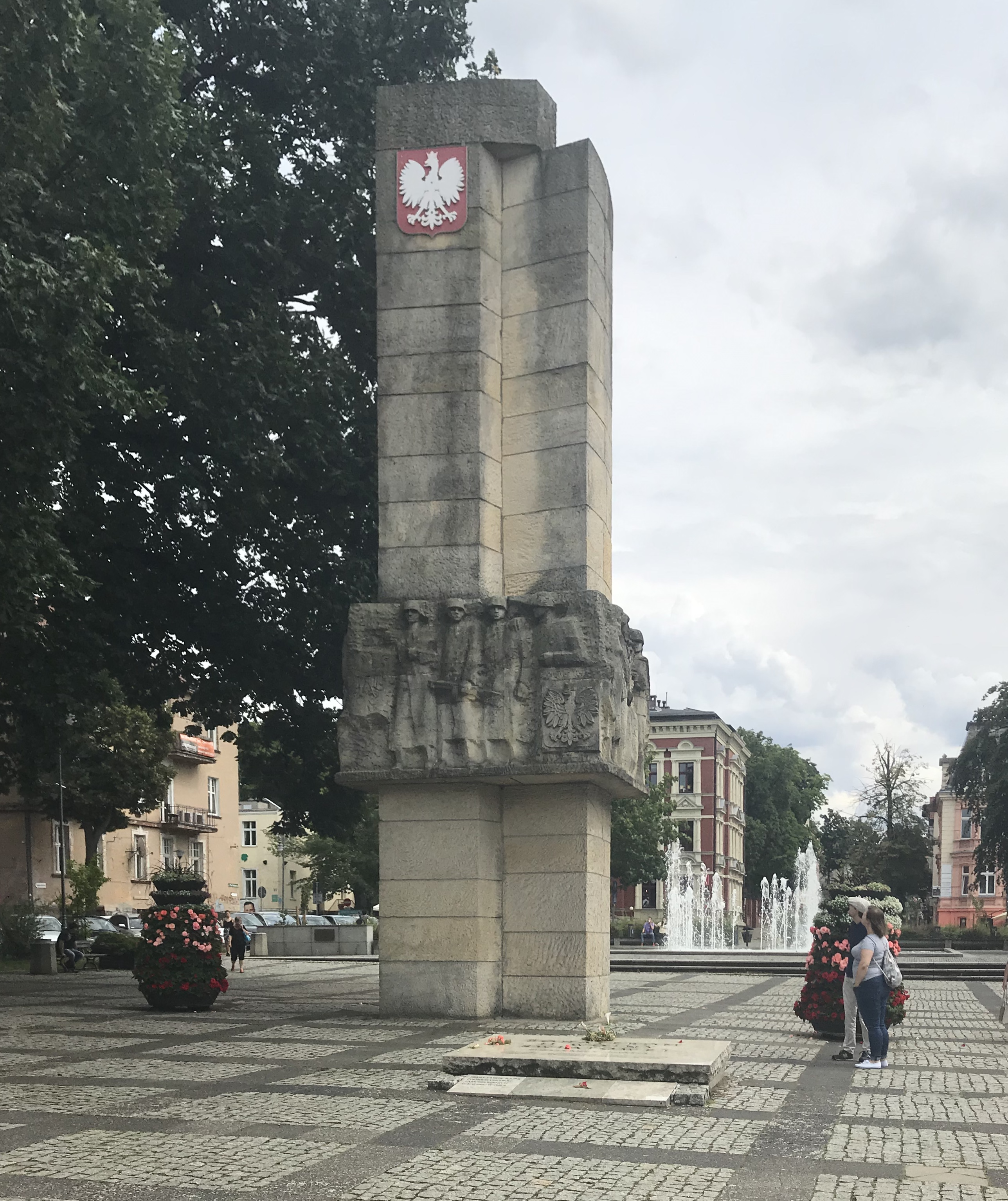
Pomnik Bohaterów II Wojny Światowej

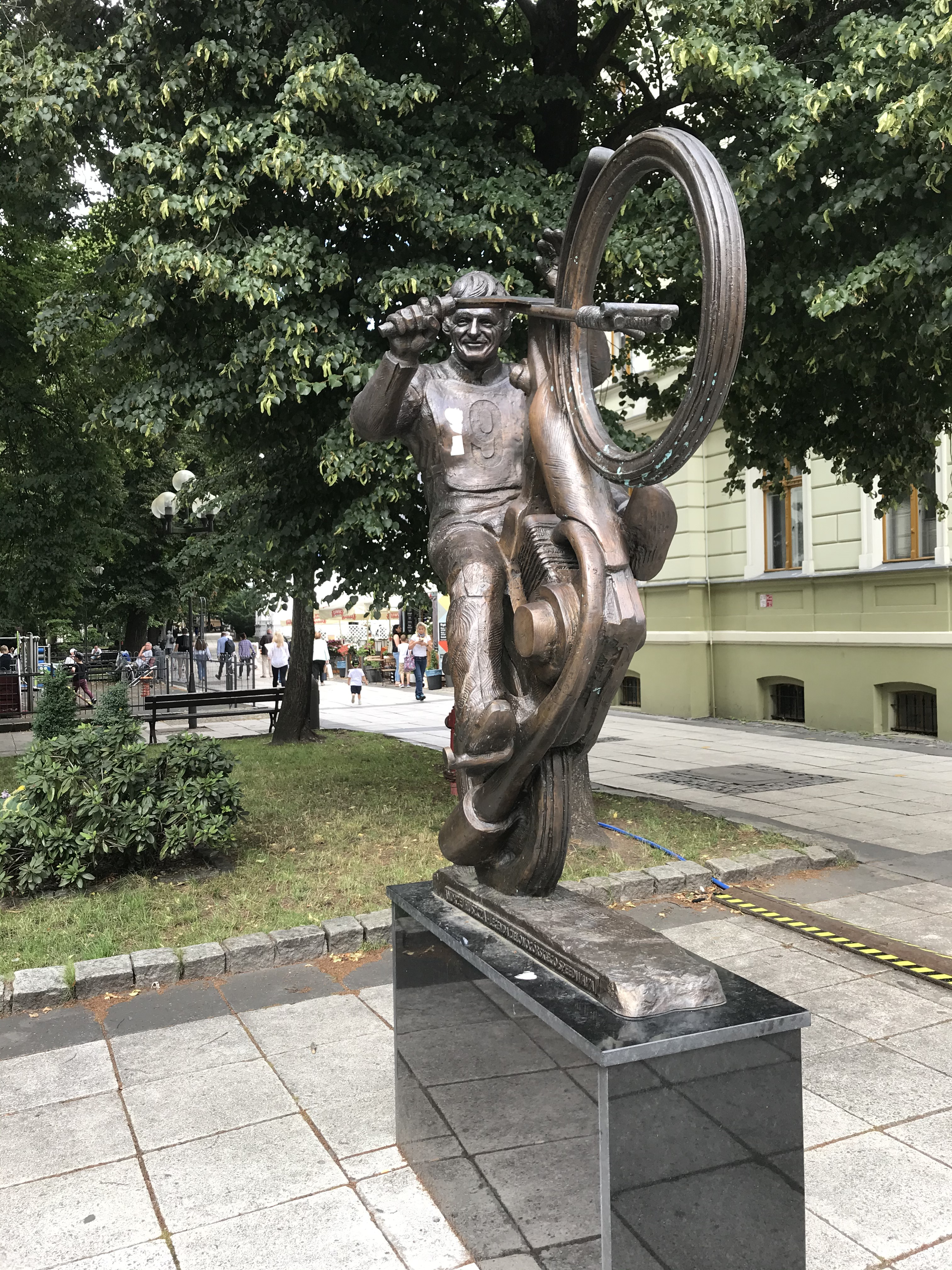
Pomnik Andrzeja Huszczy – legendy zielonogórskiego speedwaya

Pomniki w Zielonej Górze – na terenie miasta znajduje się kilkadziesiąt pomników, rzeźb plenerowych i obelisków oraz kilkadziesiąt tablic pamiątkowych odsłoniętych z różnych okazji i w różnym czasie.

## Pomniki
- Pomnik św. Jana Nepomucena (1740/1900)
- Pomnik wotywny Najświętszego Serca Jezusa (dawny pomnik wojenny) (koniec XIX w. - I poł. XX w.)[1] - ul. Ochla-Plac Błyskoszowej
- Pomnik Bohaterów II Wojny Światowej (1965)
- Pomnik Janusza Korczaka (1979)
- Pomnik Konstytucji 3 Maja (1981)
- Pomnik Robotników Solidarności (1981)
- Pomnik 40-lecia zwycięstwa nad faszyzmem i powrotu do macierzy (1985)
- Pomnik Kazimierza Lisowskiego (1985)
- Pomnik Katyński (1993)
- Pomnik św. Jana Pawła II (2006)
- Pomnik Ignacego Łukasiewicza (2008)
- Pomnik Ofiar Ludobójstwa na Kresach Wschodnich (2009)
- Pomnik Wydarzeń Zielonogórskich (2010)
- Pomnik Bachusa (2010)
- Pomnik Matki Sybiraczki (2010)
- Ławeczka Cypriana Kamila Norwida (2013)
- Pomnik Dobosza Powstania Wielkopolskiego (2013)
- Pomnik Żołnierzy Wyklętych (2014)
- Pomnik Klema Felchnerowskiego (2015)
- Pomnik św. Urbana I – Patrona Miasta (2018)
- Pomnik Andrzeja Huszczy (2018)
- Pomnik 100-lecia Odzyskania Niepodległości (2018)
- Pomnik ks. Kazimierza Michalskiego (2020)
- Pomnik Winiarki Emmy (2023)
- Pomnik Ofiar Zbrodni Wołyńskiej (2024)

## Rzeźby plenerowe

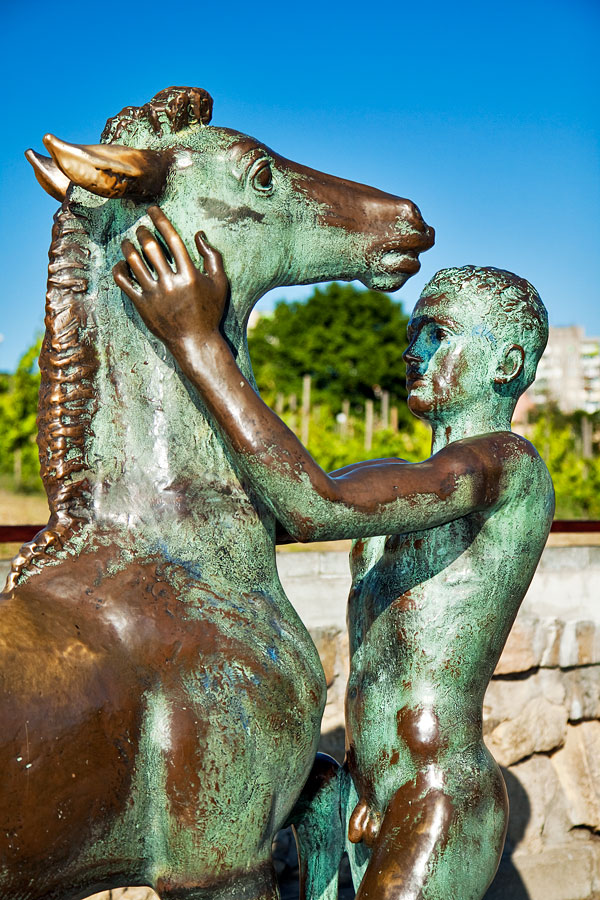
Rzeźba Chłopiec ze źrebięciem

- Słup milowy poczty brandenbursko-pruskiej (przełom XVIII/XIX w.)[2] – Aleja Wojska Polskiego
- Słup półmilowy poczty brandenbursko-pruskiej (przełom XVIII/XIX w.)[3] – ul. Racula-Głogowska
- Rzeźba Chłopiec ze źrebięciem (I poł. lat 30. XX w.)
- Rzeźba Winiarki na Wzgórzu Winnym (1965)
- Rzeźba „Baby” (1976)
- Rzeźba "Kurhan martwego ptaka" (1976)[4]
- Rzeźba „Grono” (1977)
- Rzeźba "Majestat" (1977)[5]
- Rzeźba "Kwiaty" (1978)[6]
- Rzeźba „Włókniarka” (1978)
- Rzeźba „Wzrastanie I” (1978)
- Rzeźba  "Owoc" (1976-1979)[7]
- Rzeźba „Ptaki” (1979)
- Rzeźba „Winiarka” (1979)
- Rzeźba "Nieskończoność" (1980)[8]
- Rzeźba "Popiersie-80"(1980)[9]
- Rzeźba „Wzrastanie II” (1980)
- Rzeźba „Rodzina” (1981)
- Rzeźba „Akrobaci”[10] (2010)
- Bachusiki[11] (od 2010 – nadal)
- rzeźba „Generacje”[12] (2023)

## Obeliski

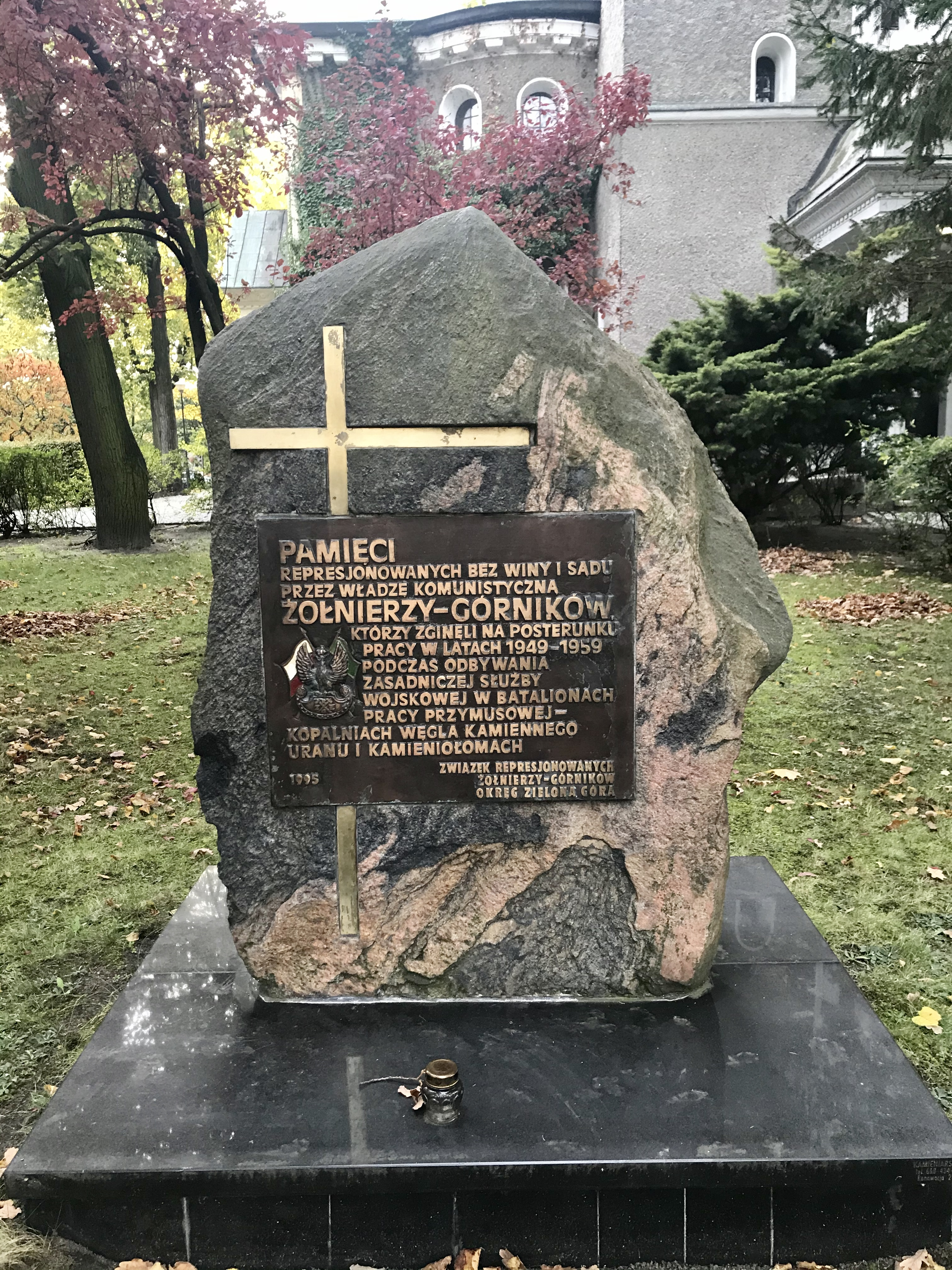
Obelisk pamięci żołnierzy-górników

- Obelisk na pamiątkę powstania parku w czynie społecznym - Park Tysiąclecia (1966)
- Obelisk 70-lecia Towarzystwa Polskich Rzemieślników w Zielonej Górze – Park Piastowski (1968)
- Obelisk "Irenie Wróblewskiej bohaterce szczepu ZHP w SP nr 1 Nowa Sól" – miejsce śmiertelnego wypadku podczas skoku spadochronem w 1966 r. – las w dzielnicy Przylep (1986)
- Obelisk harcerzy poległych za Ojczyznę – ul. Ułańska (1994)
- Obelisk represjonowanych żołnierzy-górników – ul. Ułańska (1995)
- Obelisk 40-lecia Zespołu Szkół Technicznych im. Mikołaja Kopernika – ul. Wrocławska (2002)
- Obelisk 80-lecia Lasów Państwowych – ul. Kazimierza Wielkiego (2004)
- Obelisk upamiętniający zniszczoną przez nazistów w 1938 synagogę – ul. Wrocławska (2008)
- Obelisk pamięci Żydów mieszkających w przedwojennej Zielonej Górze – dawny cmentarz żydowski – ul. Wrocławska (2014)
- Obelisk pamięci Zbigniewa Majewskiego - "Szeryfa" - WOSiR Zielona Góra-Drzonków (2014)
- Obelisk 40-lecia stacjonowania 4. Zielonogórskiego Pułku Przeciwlotniczego w Czerwieńsku – Plac Bohaterów (2015)
- Obelisk w I rocznicę nadania imienia "Zesłańców Sybiru" Technikum nr 5 Branżowej Szkoły I Stopnia w ZSiPKZ – ul. Botaniczna (2022)
- Obelisk pamięci ks. Tadeusza Isakowicza-Zaleskiego – Skwer Kresowy (2024)

## Upamiętnienia na Nekropolii Ofiar Komunizmu i Faszyzmu (stary cmentarz)
- 15-metrowy stalowy krzyż (1991)
- Pomnik „Golgota Polski” (2000)

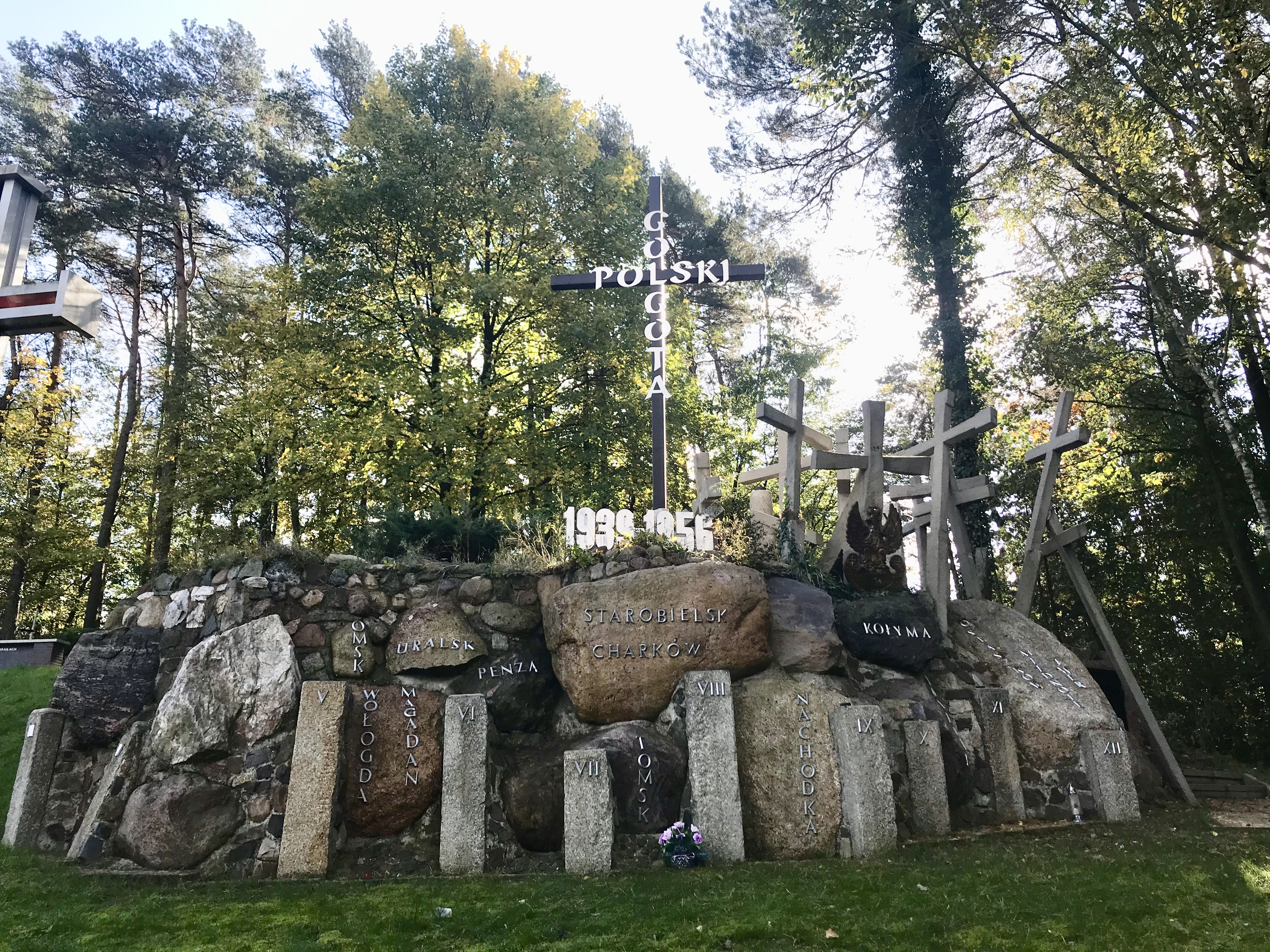
Pomnik „Golgota Polski”

- Rzeźba ku czci więźniów politycznych okresu stalinowskiego
- Obelisk pamięci mieszkańców Wileńszczyzny
- Obelisk pamięci Polaków – bohaterów zamordowanych w ZSRR
- Obelisk pamięci poległych i zmarłych bohaterów II wojny światowej
- Obelisk pamięci pomordowanych w obozach koncentracyjnych w latach 1939–1945
- Obelisk pamięci Polaków pomordowanych na Kresach Południowo-Wschodnich przez OUN-UPA
- Obelisk pamięci kresowian „tym co pozostali, ci co ojczyznę opuścić musieli”
- Obelisk pamięci bohaterów powstania wielkopolskiego 1918–1919
- Obelisk pamięci żołnierzy Armii Krajowej i Szarych Szeregów
- Obelisk pamięci żołnierzy Armii Krajowej pomordowanym w stalinowskich i hitlerowskich obozach
- Obelisk pamięci Polaków, „których bezimienne prochy kryje sybirska ziemia” i w hołdzie matkom sybiraczkom
- Obelisk pamięci o polskich kobietach – żołnierzach II wojny światowej
- Obelisk pamięci Nauczycieli Tajnego Nauczania
- Obelisk pamięci ofiar stanu wojennego
- Obelisk Ofiar Katastrofy Smoleńskiej „Skrzydło” (2011)[13]
- Obelisk pamięci Zesłańców Sybiru (2020)
- Obelisk pamięci żołnierzy 2 Korpusu walczących o Monte Cassino, spoczywających na lubuskich nekropoliach (2024)

## Tablice pamiątkowe

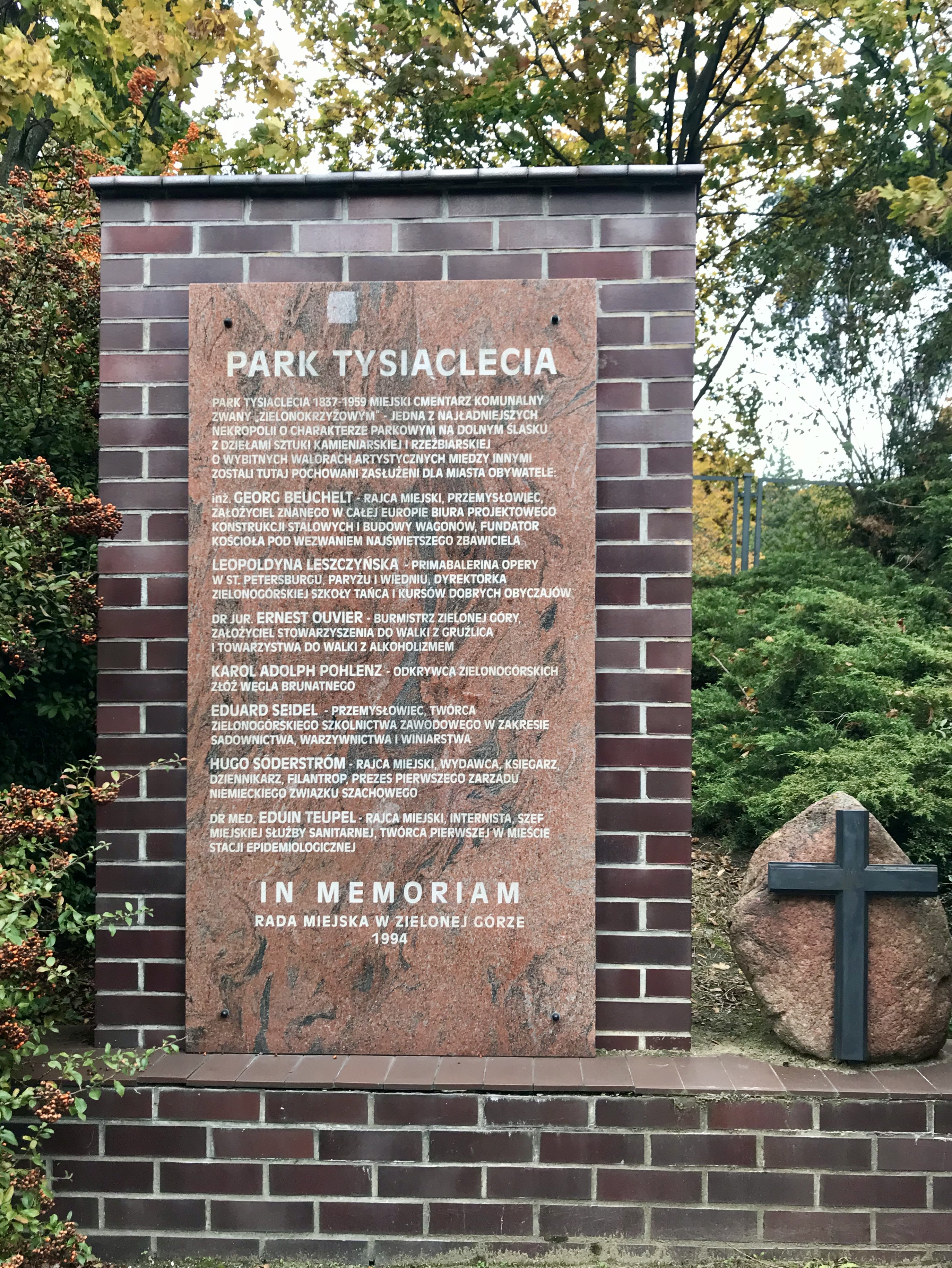
Tablica pamięci dawnego cmentarza zielonokrzyżowego

- Tablica upamiętniająca nadanie Studium Nauczycielskiemu w Zielonej Górze imienia Komisji Edukacji Narodowej w 10-tą rocznicę powstania uczelni - Plac Słowiański (1967)
- Tablica upamiętniająca nadanie Zespołowi Szkół Budowlanych w Zielonej Górze imienia Tadeusza Kościuszki w 150-tą rocznicę śmierci - ul. Botaniczna (1967)
- Tablica „Marii Skłodowskiej-Curie uczniowie i nauczyciele Zespołu Szkół Elektronicznych” – CKZiU nr 2 „Elektronik” - ul. Staszica (1978)
- Tablica upamiętniająca kobiety – ofiary filii obozu koncentracyjnego Gross-Rosen – ul. Wrocławska (1979)
- Tablica „Pamięci walk o wolność Polski i narodów Europy w 35-lecie zwycięstwa nad hitleryzmem i powrotu Ziemi Lubuskiej do macierzy” – ul. dr Pieniężnego (1980)
- Tablica pamięci gen. Władysława Sikorskiego w 100. rocznicę urodzin – ul. Sikorskiego (1981)
- Tablica upamiętniająca poświęcenie krzyża i położenie kamienia węgielnego pod kościół Podwyższenia Krzyża św. przez bp. Wilhelma Plutę – ul. Aliny (1981)
- Tablica upamiętniająca poświęcenie i położenie kamienia węgielnego pod kościół Ducha Świętego przez bp. Wilhelma Plutę – ul. Bułgarska (1984)
- Tablica upamiętniająca budowę w 1314 r. i odnowienie po II wojnie światowej kaplicy na Winnicy – ul. Aliny
- Tablica upamiętniająca miejsce zamieszkania Kazimierza Lisowskiego – ul. Sienkiewicza
- Tablica upamiętniająca dawny cmentarz Zielonego Krzyża – Park Tysiąclecia (1994 i ponownie 2012)
- Tablica informacyjna „Brama Nowa zwana wieżą Łaziebną lub Głodową” – Plac Pocztowy
- Tablica „W XX rocznicę restytucji samorządu terytorialnego na Ziemi Lubuskiej” – ratusz, ul. Stary Rynek (2000)
- Tablica „W 60. rocznicę powrotu Ziemi Lubuskiej do Macierzy” – Plac Bohaterów (2005)
- Tablica pamięci żołnierzy powstania wielkopolskiego – Plac Powstańców Wielkopolskich (2005)
- Tablica upamiętniająca miejsce redakcji pierwszej i największej zielonogórskiej gazety „Grünberger Wochenblatt” – Plac Pocztowy (2007)
- Tablica upamiętniająca Komitet Obywatelski „Solidarność” województwa zielonogórskiego – ul. Grottgera (2009)
- Tablica upamiętniająca Tomasza Sobkowiaka – ratusz, ul. Stary Rynek (2010)
- Tablica upamiętniająca miejsce urodzenia Otto Juliusa Bierbauma – ul. Kupiecka (2010)
- Tablice pamięci szczepu harcerskiego im. Kornela Makuszyńskiego Makusyny – Skwer Makusynów (2011)
- Tablica pamięci Brunona Andersa (1904-1991) – nauczyciela, założyciela i kierownika pierwszej polskiej szkoły podstawowej w Zielonej Górze – budynek Szkoły Podstawowej nr 1, ul. Stefana Wyszyńskiego
- Tablica „podziękowanie Opatrzności Bożej za ocalenie nas od tragicznych skutków awarii gazu w dniu 30.11.2010 wdzięczni mieszkańcy” – kościół pw. Miłosierdzia Bożego – Os. Kaszubskie
- Tablica upamiętniająca XX-lecie Akcji Katolickiej diecezji zielonogórsko-gorzowskiej – kościół pw. Podwyższenia Krzyża Świętego – ul. Aliny (2014)
- Tablica upamiętniająca Pionierów Zielonej Góry – ratusz, ul. Stary Rynek (2015)
- Tablica upamiętniająca umęczonych i pomordowanych w byłym gmachu UB – ul. Grottgera (2015)
- Tablica pamięci prof. Janusza Gila – Planetarium Wenus (2016)
- Tablica upamiętniająca dawny Dom Stanów Ziemskich wybudowany w latach 1690–1692 – ul. Gen. Władysława Sikorskiego (2017)
- Tablica „Edwarda Kula 1914-1999 nauczyciel historii, dyrektor szkoły (1948-1951) skazany przez władze komunistyczne w 1951 r. na 4 lata ciężkiego więzienia za to, że uczył historii w duchu prawdy i uczciwości” – CKZiU nr 2 „Elektronik” (2018)
- Tablica poświęcona Orlętom Lwowskim – kościół pw. Matki Bożej Fatimskiej – ul. Łężyca-Odrzańska (2018)
- Tablica pamięci więźniów politycznych i ofiar represji komunistycznych – ul. Łużycka (2019)
- Tablica pamięci Pawła Adamowicza – Plac Powstańców Wielkopolskich (2020)
- Tablica pamięci Michała Kaziowa – ul. mjra H. Sucharskiego (2020)
- Tablica pamięci Janusza Koniusza – Aleja Niepodległości (2021)
- Tablica upamiętniająca więźniów politycznych skazanych na śmierć przez Rejonowy Sąd Wojskowy w Zielonej Górze w latach 1950–1954[14] – ul. Chrobrego (2022)
- Tablica pamięci poetki Anny Tokarskiej - Plac Słowiański (2023)
- Tablica poświęcona nemrodom (myśliwym), „dla których Polska była najzwyklejszą powinnością” – ul. Pod Filarami (2023)
- Tablica upamiętniającą członków młodzieżowej organizacji antykomunistycznej „Lwie Gniazdo” - budynek CKZiU nr 2 "Elektronik" - ul. Staszica (2023)
- Tablica upamiętniająca Ryszarda Peryta - ul. Św. Kingi (2024)
- Tablica upamiętniająca Żydów w przedwojennej Zielonej Górze - dawny cmentarz  żydowski - ul. Wrocławska (2024)

## Tablice pamiątkowe wkonkatedrze św. Jadwigi Śląskiej

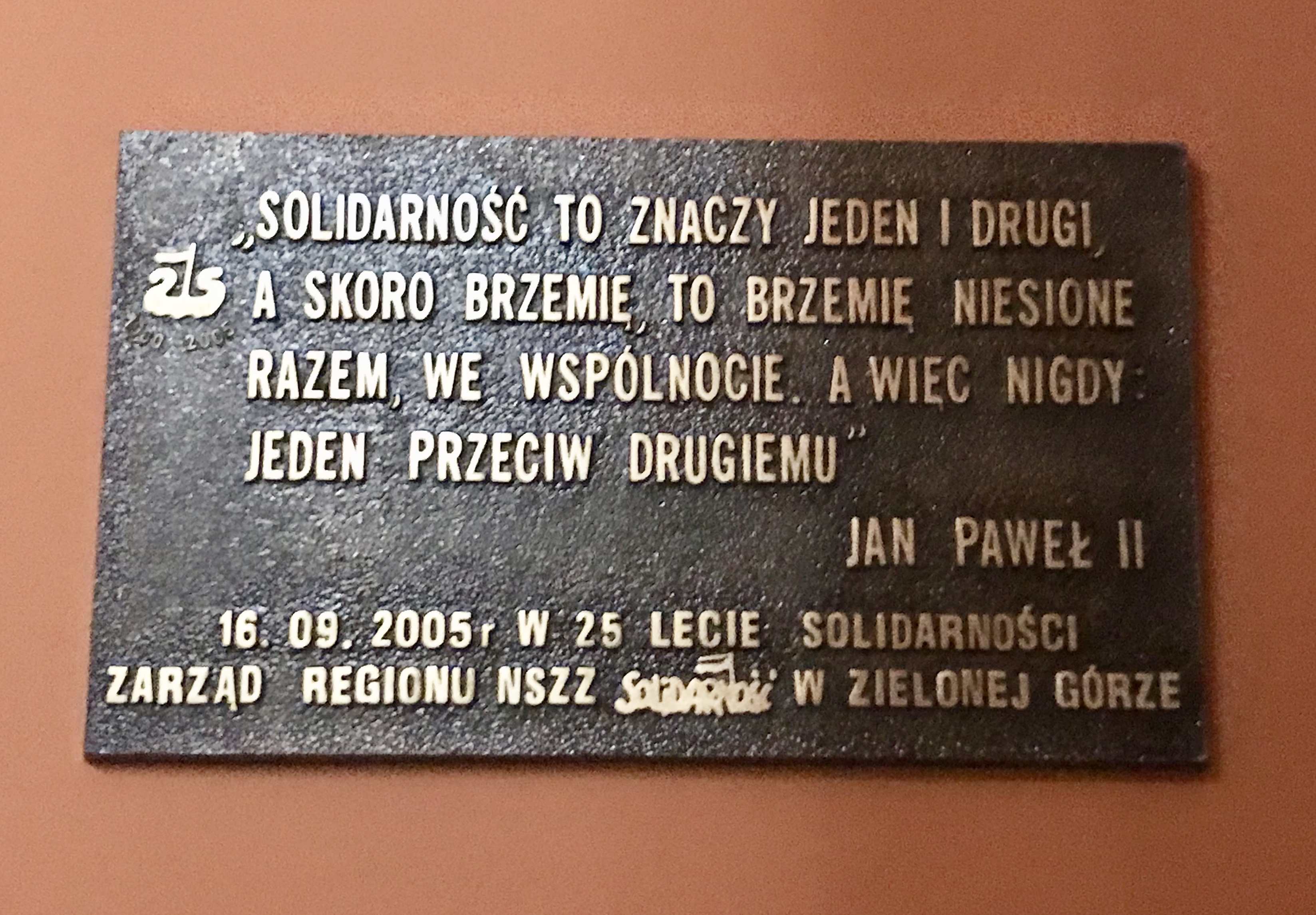
Tablica Solidarności

- W hołdzie kapłanom polskim poległym w latach 1939–1945
- Pamięci ks. infułata Władysława Nowickiego
- W 300-rocznicę zwycięstwa pod Wiedniem wojsk króla Jana III Sobieskiego
- Pamięci ks. kanonika Kazimierza Michalskiego
- W 25-lecie NSZZ „Solidarność”
- W hołdzie tragicznie zmarłym w katastrofie lotniczej pod Smoleńskiem
- Upamiętniająca jubileuszowy Rok św. Jakuba 2021

## Tablice pamiątkowe wkościele Najświętszego Zbawiciela

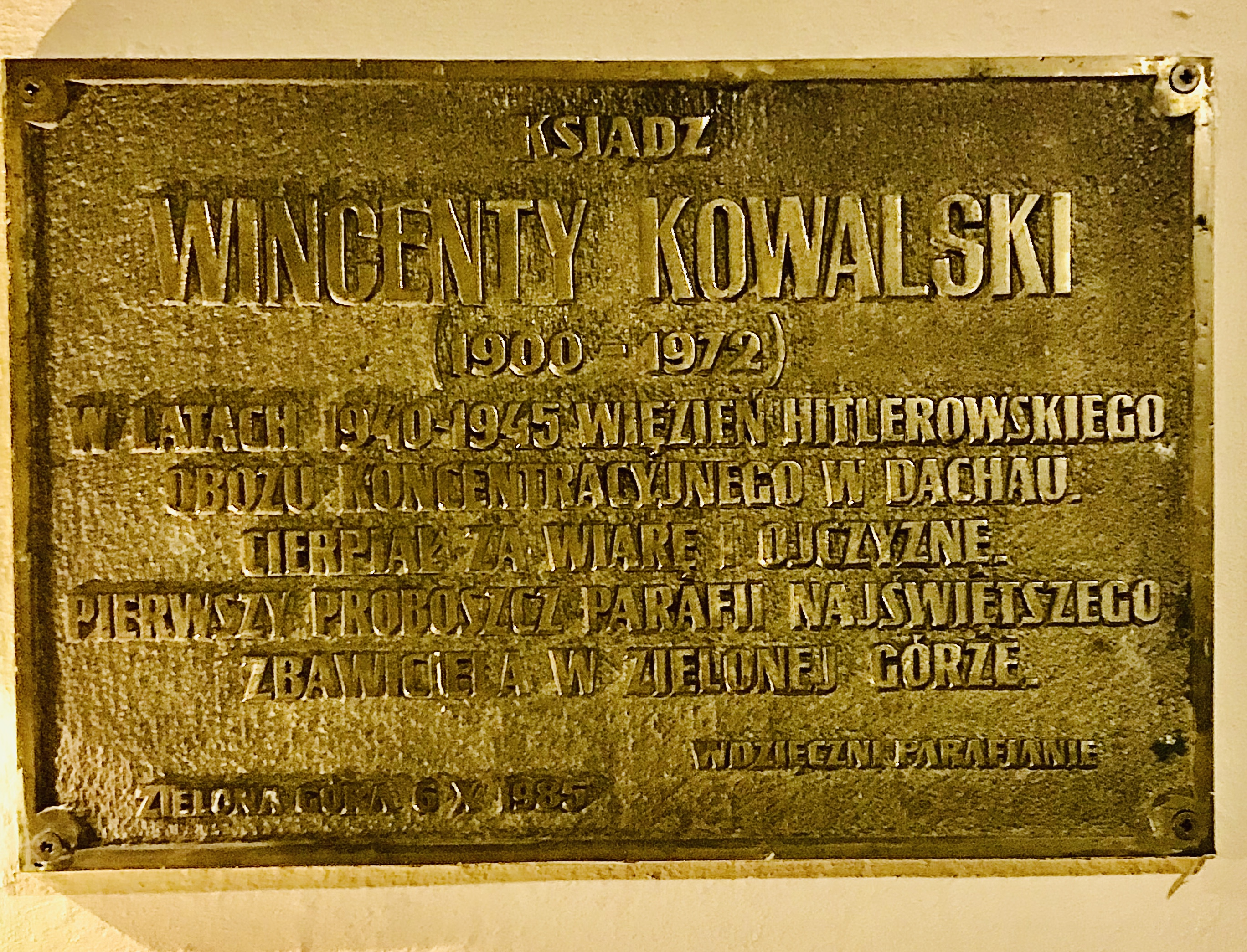
Tablica pamięci ks. Wincentego Kowalskiego

- Pamięci księdza Wincentego Kowalskiego
- Pamięci żołnierzy Armii Krajowej i Szarych Szeregów
- Pamięci zamordowanych w Katyniu, Twerze i Charkowie w 1940 roku
- Pamięci Sybiraków
- Pamięci rodaków ofiar nacjonalistów OUN i UPA, a także zamordowanych w Ponarach
- W hołdzie inwalidom wojennym
- Pamięci ppłk Anatola Sawickiego
- Pamięci żołnierzy powstania warszawskiego

## Płyty pamiątkowe przedMuzeum Ziemi Lubuskiej

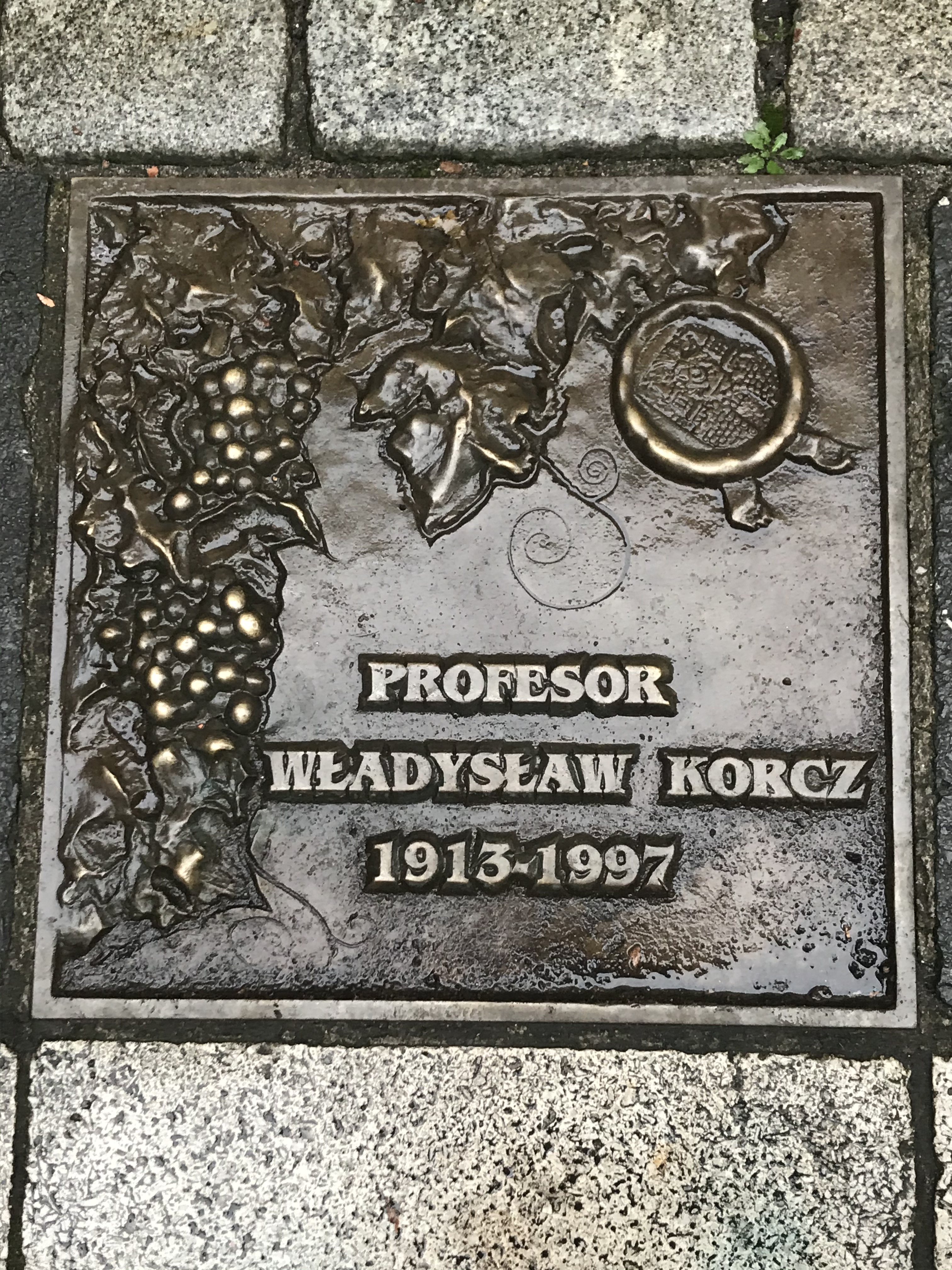
Płyta pamięci Władysława Korcza

Płyty poświęcone wybitnym zielonogórzanom i Lubuszanom:
- "Mieszkańcy Zielonej Góry Millenium 2000"
- Tadeusz Kunze 1727–1793
- Profesor Władysław Korcz 1913–1997
- Marian Szpakowski 1926–1983
- Klemens Felchnerowski 1928–1980
- dr Roman Pobóg Mazurkiewicz 1887–1969
- Zdzisław Olas 1923–1985
- Profesor Witold Rybarczyk 1946–2007
- Archeolog Edward Dąbrowski 1921–2007
- dr Adam Kołodziejski, mgr Edward Dąbrowski, dr Andrzej Marcinkian
- Ireneusz Wróbel 1933–2006
- Witold Nowicki 1924–2008
- Eckehardt Gärtner 1925–2018
- Profesor Marian Eckert 1932–2015[15]